# Rīseh
Rīseh (persiska: ریسه) är en ort i Iran.   Den ligger i provinsen Kerman, i den centrala delen av landet, 700 km sydost om huvudstaden Teheran. Rīseh ligger 2 322 meter över havet och antalet invånare är 295.
Terrängen runt Rīseh är lite bergig, och sluttar brant österut.Runt Rīseh är det mycket glesbefolkat, med 7 invånare per kvadratkilometer. Rīseh är det största samhället i trakten. Trakten runt Rīseh består i huvudsak av gräsmarker.